# Trachymyrmex nogalensis
Trachymyrmex nogalensis är en myrart som beskrevs av Byars 1951. Trachymyrmex nogalensis ingår i släktet Trachymyrmex och familjen myror. Inga underarter finns listade i Catalogue of Life.

## Bildgalleri

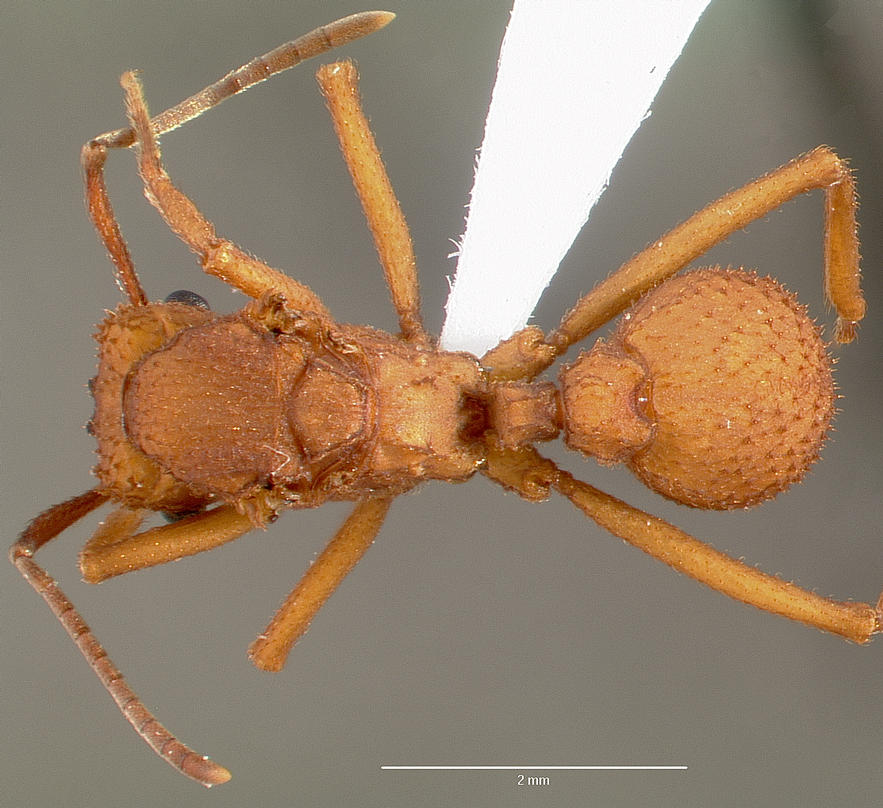
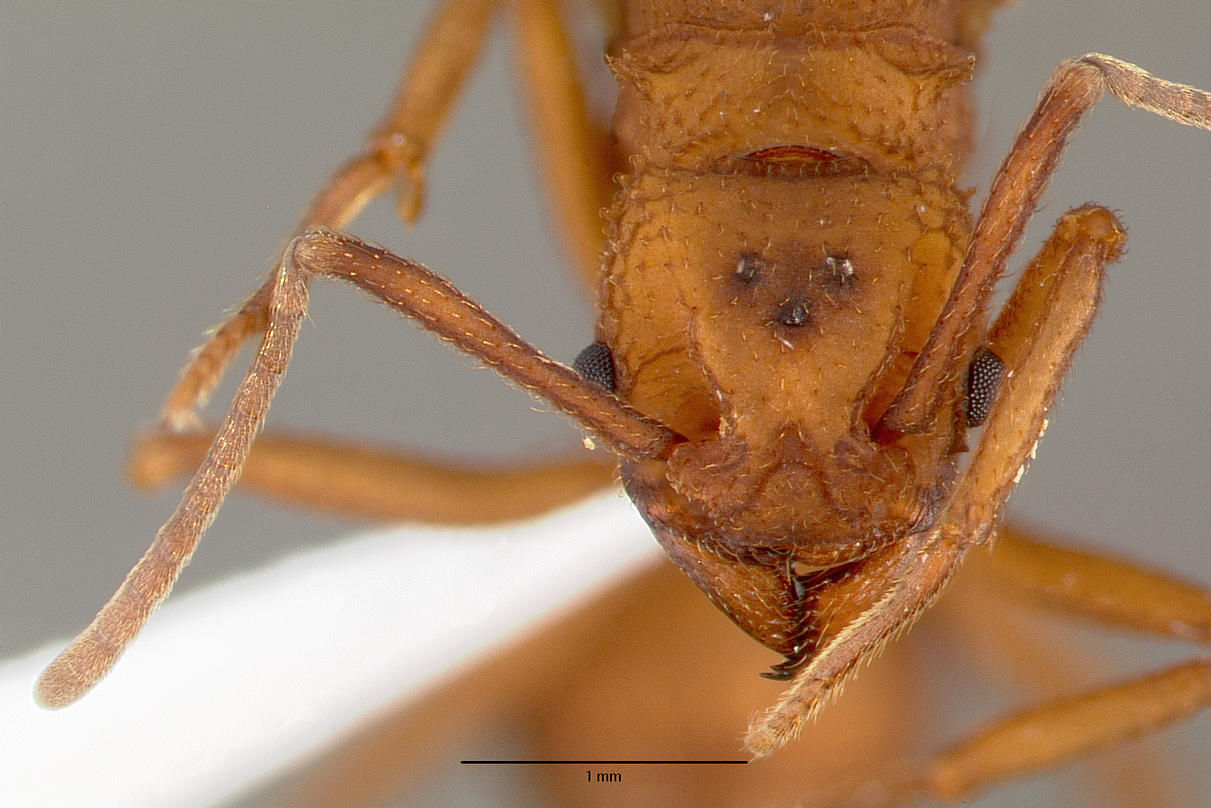
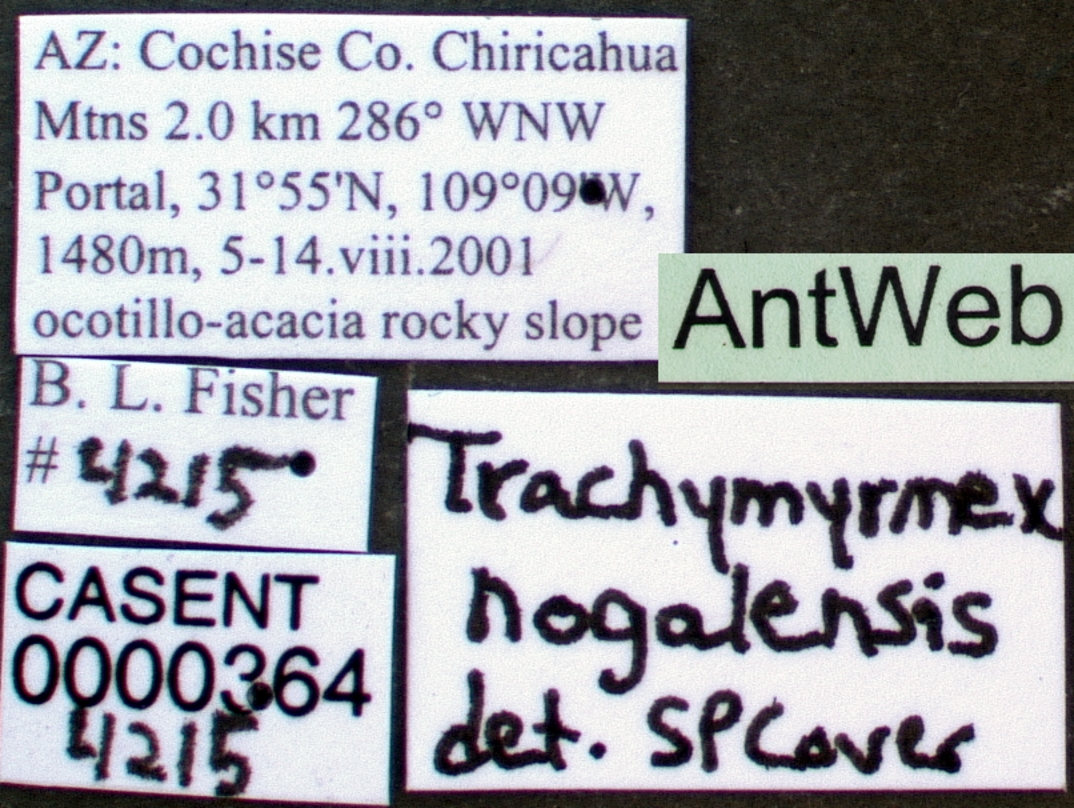
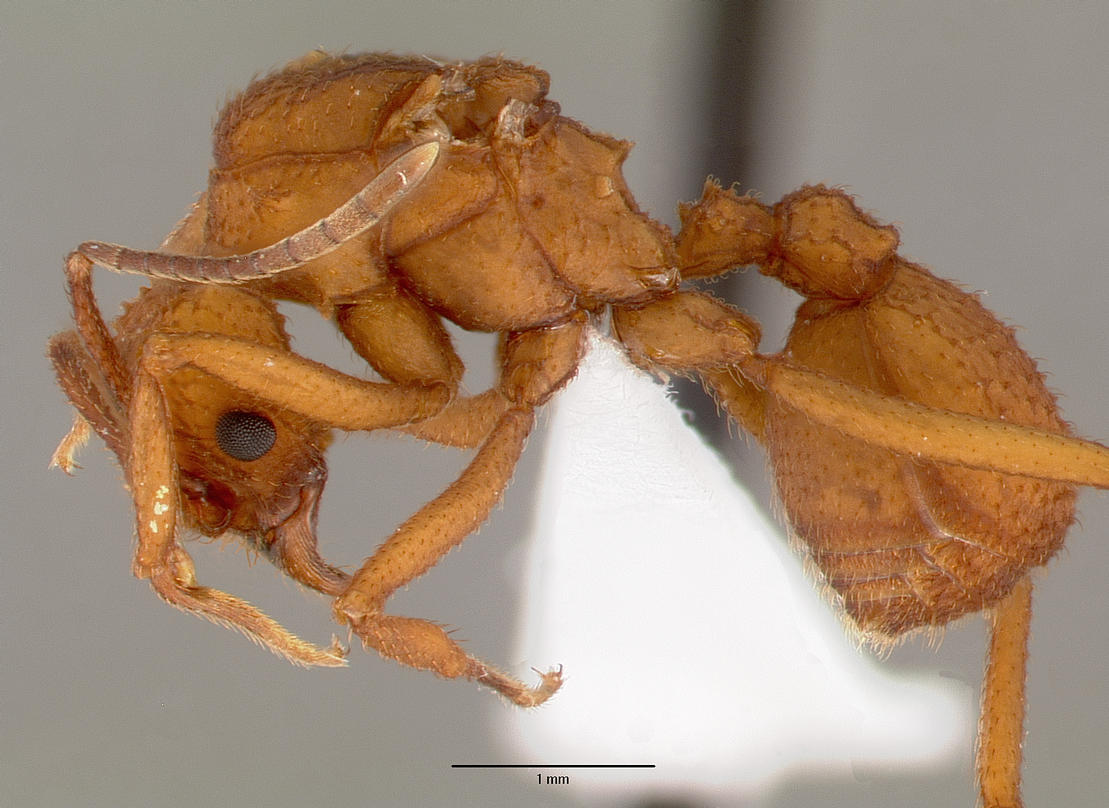
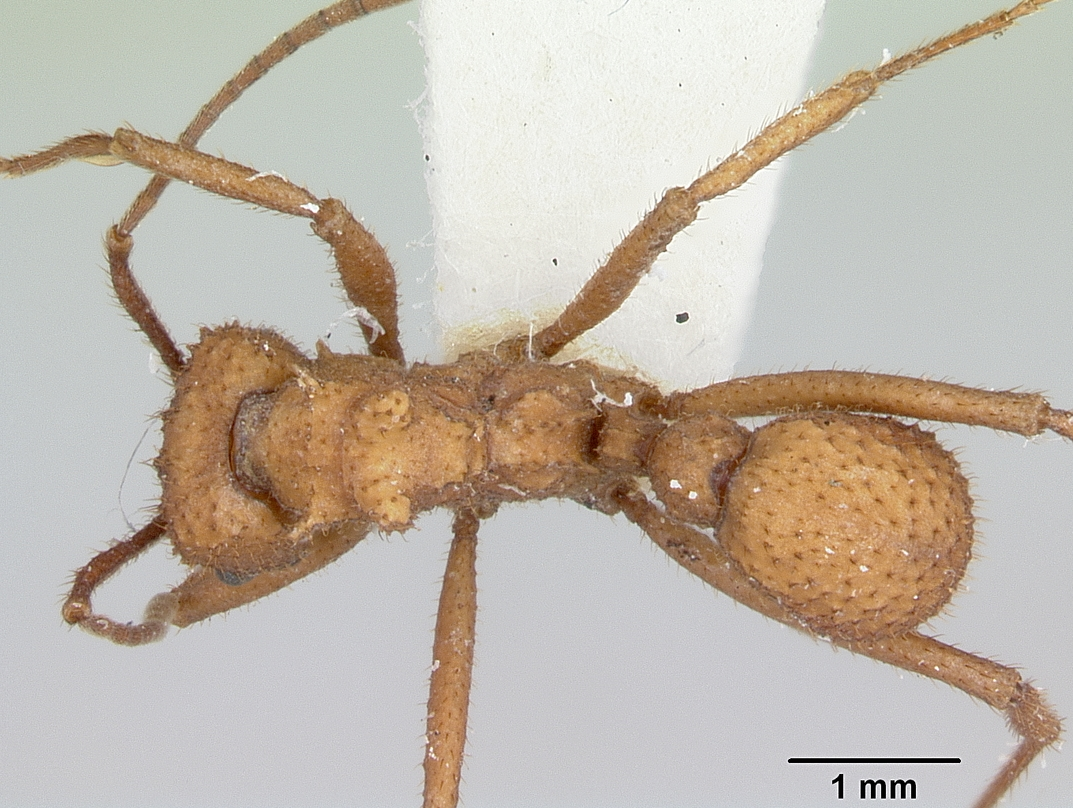
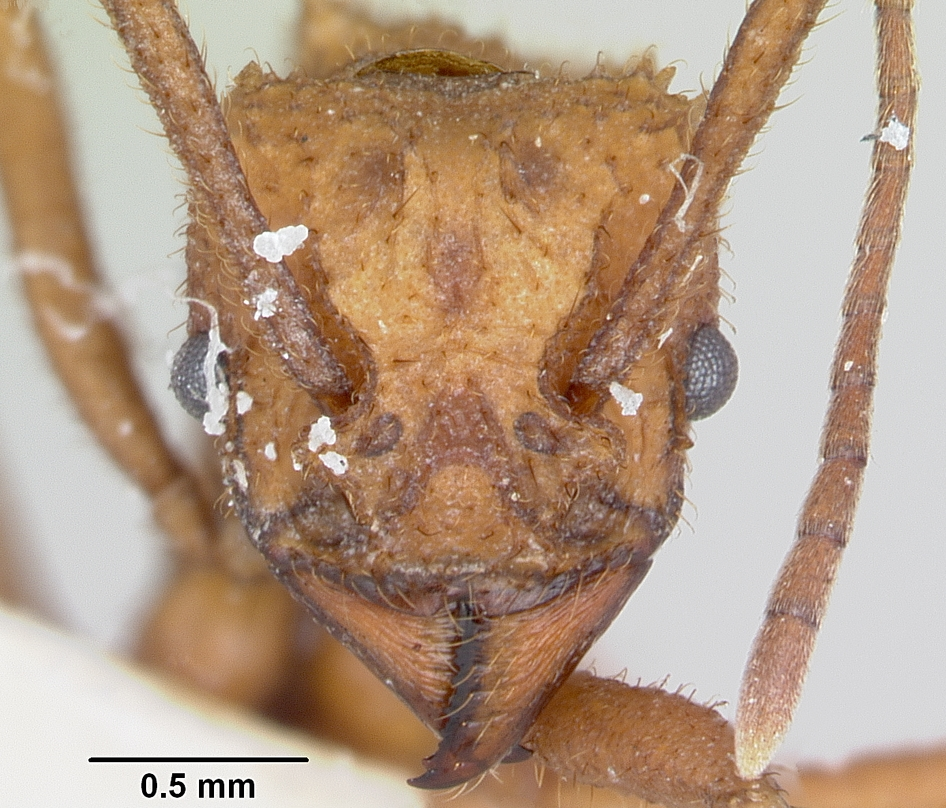